# جيمس ف. واتسون
جيمس فينلي واتسون (15 مارس 1840-12 يونيو 1897) كان قاضيا وسياسيا أمريكيا في ولاية أوريغون. مواطن من ولاية ايوا ، وكان القاضي المساعد ال25 من المحكمة العليا ولاية أوريغون خدمة من عام 1876 حتى عام 1878. خدم سابقا في الهيئة التشريعية للولاية وعمل لاحقا كمحام للولايات المتحدة لمقاطعة أوريغون.

## وقت مبكر من الحياة
ولد جيمس فينلي واتسون في 15 مارس 1840 ، في دوبوك ، أيوا ، لجيمس وإميلي واتسون. في عام 1853 ، انتقلت العائلة إلى مقاطعة دوغلاس في إقليم أوريغون. ثم تلقى واتسون تعليمه في يوجين, ولاية أوريغون في كلية كولومبيا قبل أن تغلق بعد حريقين كبيرين. بعد محاولة تعدين الذهب كان يتعلم القانون تحت روفوس مالوري في روزبورغ ، أوريغون ، مع القبول في نقابة المحامين القانونية في عام 1863. ثم شغل منصب المدعي العام للمنطقة القضائية الثانية في ولاية أوريغون من 1864 إلى 1872.

## الحياة السياسية
في عام 1872 ، تم انتخاب واتسون لمجلس شيوخ ولاية أوريغون كجمهوري من مقاطعة دوغلاس. فاز بإعادة انتخابه في عام 1874 لنفس المقعد في مجلس الشيوخ. بعد ذلك ، في عام 1876 فاز واتسون في انتخابات المحكمة العليا في ولاية أوريغون ليحل محل جون بورنيت. انتهت فترة ولايته في عام 1878 وغادر مقاعد البدلاء ، ومع ذلك ، فإن شقيقه الأصغر إدوارد ب.واتسون سينضم إلى المحكمة في عام 1880.
في عام 1878 ، تم تقسيم وظائف محكمة الدائرة لمحكمة أوريغون العليا وتم إنشاء محكمة دائرة منفصلة مع تخفيض عدد القضاة في المحكمة العليا من خمسة إلى ثلاثة. في العام التالي تم تعيين واتسون في محكمة الدائرة حيث فاز بإعادة انتخابه في عام 1880 وخدم حتى عام 1882.

## الحياة في وقت لاحق
في عام 1882 ، تم تعيين واتسون من قبل رئيس الولايات المتحدة في منصب المدعي العام لمقاطعة أوريغون. احتفظ بهذا المنصب حتى عام 1886 عندما عاد إلى الممارسة الخاصة في بورتلاند ، أوريغون. في عام 1883 ، تزوج من زوجته الثانية, فرجينيا كيني. كان متزوجا سابقا من إيزابيلا فلينت في عام 1872 ، وكان لديهم طفلان. توفي جيمس فينلي واتسون في 12 يونيو 1897